# Kamenyane
Kamenyane (macedónul: Камењане, albánul Kamjani) település Észak-Macedóniában, a Pologi körzet Bogovinyei járásában.

## Népesség
| Lakosok száma | 1777 | 2014 | 2313 | 2869 | 3710 | 12   | 4080 | 4834 | 3654 |
|               | 1948 | 1953 | 1961 | 1971 | 1981 | 1991 | 1994 | 2002 | 2021 |

2002-ben 4 834 lakosa volt, akik közül 4 825 albán, 1 bosnyák, 8 egyéb.